# ЛжеNostradamus
ЛжеNostradamus — роман у жанрі альтернативної історії, що написаний українським письменником Василем Кожелянком (написаний протягом червня — листопада 1999 року) та вперше надрукований у видавництві «Факт» 2000 року, 2001 року — видавництвом «Кальварія» . Є четвертим романом книжкової серії «Дефіляди».

## Опис книги
| У фантастичному романі популярного українського письменника Василя Кожелянка динамічно і з гумором поєднані шпигунські і передвиборчі пристрасті, пошуки крізь час і простір, сучасність і минувщина, Київ і Париж, Стамбул і Москва. Пригоди стикають героїв із земними і неземними силами. Персонажі роману — Князь Байда Вишневецький, цар Іван Ґрозний, князь Острозький, султан Сулейман, Нострадамус, інші історичні та вигадані особи. |
Автор про книгу:
|  | Скажімо, як на мене, найвдаліший мій роман «Лжеnostradamus», а публіка вважає, що «Дефіляда». |

## Видання
- 2000 — видавництво «Факт».
- 2001 — видавництво «Кальварія».